# (11744) 1999 NQ2
(11744) 1999 NQ2 est un astéroïde de la ceinture principale d'astéroïdes découvert en 1999.

## Description
(11744) 1999 NQ2 a été découvert le 9 juillet 1999 à l'observatoire de Nihondaira, un observatoire astronomique qui se trouve sur une colline surplombant Shimizu-ku à Shizuoka au Japon, par Takeshi Urata.

### Caractéristiques orbitales
L'orbite de cet astéroïde est caractérisée par un demi-grand axe de 2,33 UA, un périhélie de 1,82 UA, une excentricité de 0,22 et une inclinaison de 4,38° par rapport à l'écliptique. Du fait de ces caractéristiques, à savoir un demi-grand axe compris entre 2 et 3,2 UA et un périhélie supérieur à 1,666 UA, il est classé, selon la JPL Small-Body Database, comme objet de la ceinture principale d'astéroïdes.

### Caractéristiques physiques
(11744) 1999 NQ2 a une magnitude absolue (H) de 15,1 et un albédo estimé à 0,052.